# Encyclia bracteata
Encyclia bracteata är en orkidéart som beskrevs av Rudolf Schlechter och Frederico Carlos Hoehne. Encyclia bracteata ingår i släktet Encyclia och familjen orkidéer. Inga underarter finns listade i Catalogue of Life.

## Bildgalleri

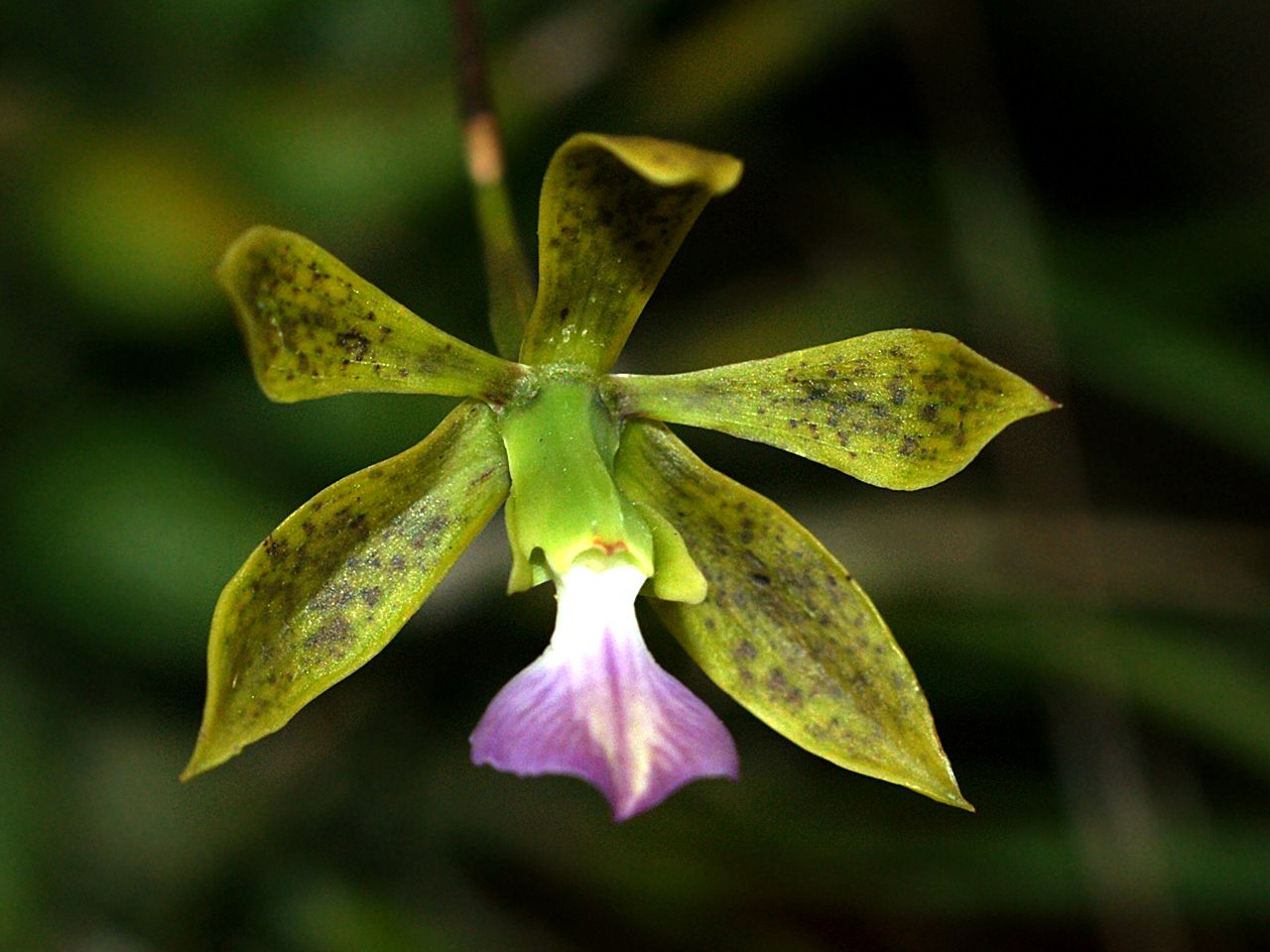
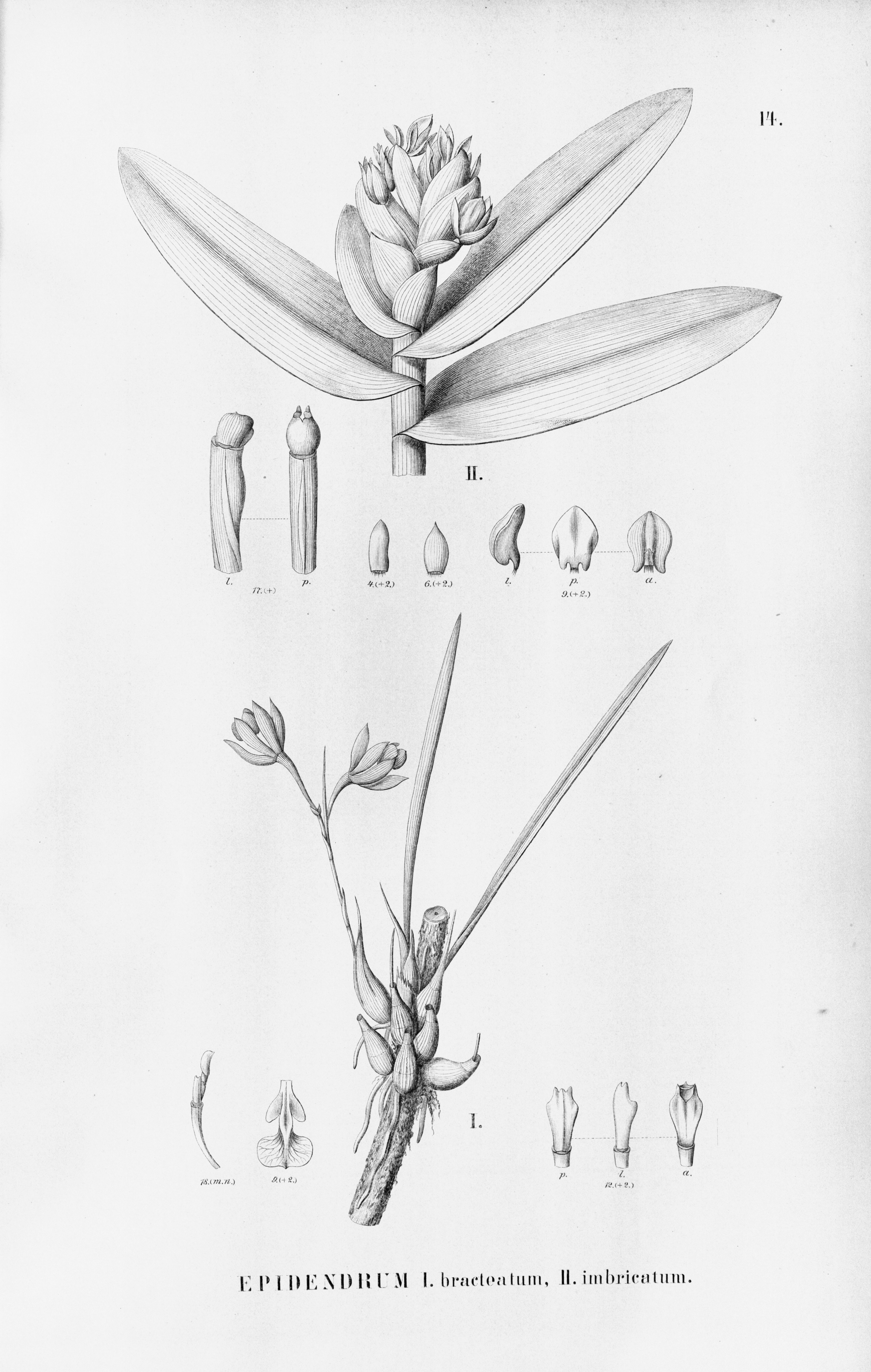